# Krzysztof Brączyk
Krzysztof Brączyk (ur. 20 lipca 1971) – polski lekkoatleta uprawiający biegi długodystansowe, specjalizujący się w biegu 24-godzinnym.

## Życiorys
W 2018 roku podczas Mistrzostw Polski w biegu 24-godzinnym w Łysych zajął 7. miejsce z wynikiem 217,996 km.
W 2019 roku podczas Mistrzostw Polski w biegu 24-godzinnym w Supraślu zdobył brązowy medal z wynikiem 246,379 km.
Podczas Mistrzostw Świata w biegu 24-godzinnym w Albi, Francja zajął 44. miejsce indywidualnie z wynikiem 227,491 km i 4. miejsce drużynowo z wynikiem 748,179 km.
W 2020 roku podczas Mistrzostw Polski w biegu 24-godzinnym w Pabianicach zajął 4. miejsce z wynikiem 248,203 km.
W 2022 roku podczas Mistrzostw Polski w biegu 24-godzinnym w Pabianicach zajął 10. miejsce z wynikiem 220,218 km.
Podczas Mistrzostw Europy w biegu 24-godzinnym w Weronie, Włochy zdobył złoty medal w drużynie, indywidualnie zajął 36. miejsce z wynikiem 241,807 km.
W 2023 roku podczas Mistrzostw Polski w biegu 24-godzinnym w Pabianicach zajął 4. miejsce z wynikiem 235,888 km.
W 2024 roku podczas Mistrzostw Polski w biegu 24-godzinnym w Pabianicach zajął 6. miejsce z wynikiem 220,599 km.

## Osiągnięcia
| Rok  | Impreza                                      | Miejsce | Konkurencja   | Pozycja     | Wynik     |
| ---- | -------------------------------------------- | ------- | ------------- | ----------- | --------- |
| 2019 | Mistrzostwa Świata w biegu 24-godzinnym 2019 | Albi    | indywidualnie | 44. miejsce | 227 491 m |
| 2019 | Mistrzostwa Świata w biegu 24-godzinnym 2019 | Albi    | drużynowo     | 4. miejsce  | 748 179 m |
| 2022 | Mistrzostwa Europy w biegu 24-godzinnym 2022 | Werona  | indywidualnie | 36. miejsce | 241 807 m |
| 2022 | Mistrzostwa Europy w biegu 24-godzinnym 2022 | Werona  | drużynowo     | 1. miejsce  | 825 526 m |